# Département Drôme
Das Département de la Drôme [dʀom] ist das französische Département mit der Ordnungsnummer 26. Es liegt im Südosten Frankreichs in der Region Auvergne-Rhône-Alpes und wurde nach dem Fluss Drôme benannt, einem Nebenfluss der Rhône.

## Geographie

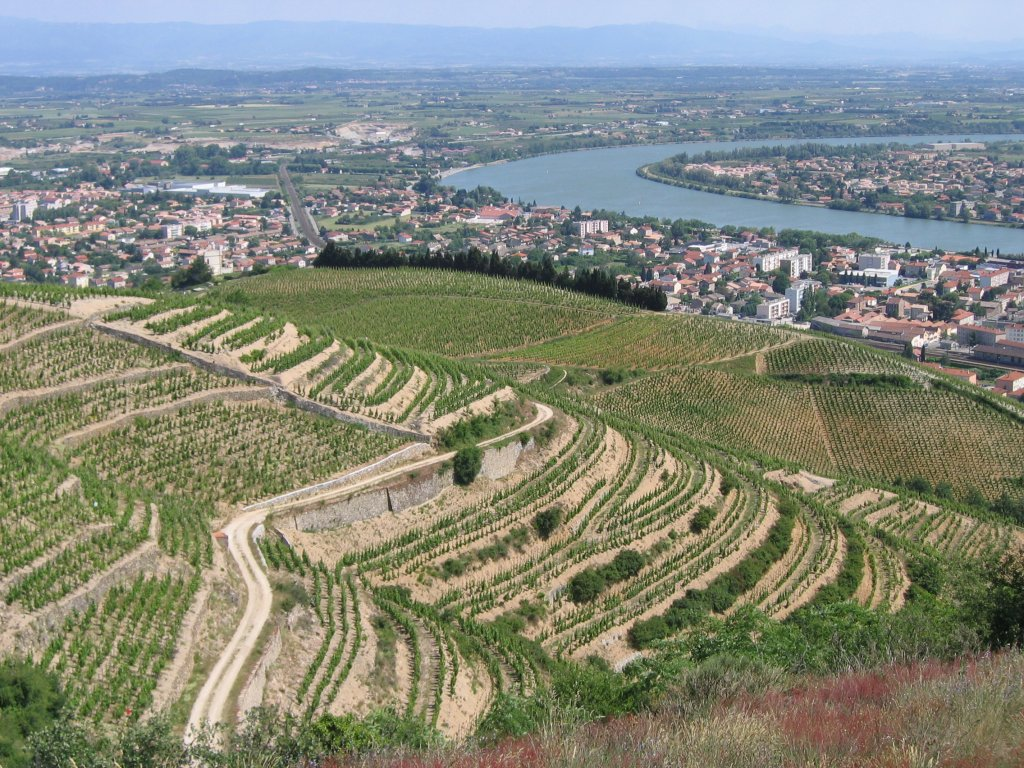
Weinbau bei Tain-l’Hermitage

Das Département Drôme liegt in der Landschaft Dauphiné und hat eine Fläche von 6530 km². Damit gehört es zu den mittelgroßen Départements. Den höchsten Punkt bildet mit 2453 Metern der Rocher Rond, ein weiterer bekannter Gipfel ist der Roc de Garnesier (2388 m). Der tiefste Punkt befindet sich auf 50 Metern Höhe, an der Stelle, wo die Rhône das Département Richtung Süden verlässt.
Das Gebiet des Départements Drôme lässt sich in drei natürliche Landschaften unterteilen: Das Hügelgebiet zwischen den Flüssen Rhône und Isère im Norden des Départements, das Tal der Rhone (vallée du Rhône), welches sich von Norden nach Süden über das ganze Gebiet der Drôme erstreckt, und einen Abschnitt der Französischen Alpen im Osten des Départements. Dazu gehören die Gebirge Vercors, Dévoluy, Diois und Baronnies.
Das Département Drôme grenzt an die Départements Ardèche, Isère, Hautes-Alpes, Alpes-de-Haute-Provence und Vaucluse.
Im Süden des Departements liegt der Kanton Valréas, welcher zum Département Vaucluse gehört und somit eine Enklave innerhalb des Département Drôme bildet.

## Wappen
Beschreibung: Im goldenen Schild vorn oben ein rotbeflosster springender blauer Delfin
vorn unten vier blaue Schrägbalken, hinten oben in Blau sechs (3;2;1) silberne Kugeln unter einem goldenen Schildhaupt und hinten unten schwarzes Hermelin auf Silber, darüber ein goldener Balken mit roter gestürzter Spitze.

## Geschichte
Die Vorgeschichte des Départements wird durch einen einzigen Menhir, den Statuenmenhir von Die abgebildet. Das Gebiet des Départements Drôme wurde in der Antike vom keltischen Stamm der Allobroger besetzt, ihre Siedlungen fanden sich vor allem am Ufer der Isère. Auch andere kleine gallische (keltische) Stämme besiedelten das Gebiet.
Als Provinz des Imperium Romanum erlebte das Land einen wirtschaftlichen Aufschwung. In den fruchtbaren Tälern im Gebiet des heutigen Départements Drôme entstanden zahlreiche Siedlungen. Diese Menschen lebten vor allem vom Ackerbau. Die Städte Saint-Paul-Trois-Châteaux (Augusta Tricastinorum), Die (Colonia Dea Augusta Vocontiorum) und Valence (Julia Valencia) entwickelten sich in der Industrie und konnten ihre Handelsgüter den Römern verkaufen.
Während des 11., 12. und 13. Jahrhunderts wurden in diesem Gebiet viele Kriege zwischen den Bischöfen, Grafen und anderen Adligen ausgetragen. Schließlich trat Friedrich I. das Land an den Bischof von Valence ab.
Vor 1789 gehörte das Gebiet größtenteils zur Dauphiné mit einigen provenzalischen Enklaven. Das Département wurde am 4. März 1790 gebildet.
Von 1960 bis 2015 war es Teil der Region Rhône-Alpes, die 2016 in der Region Auvergne-Rhône-Alpes aufging.

## Verwaltungsgliederung
| Arrondissement    | Kantone | Gemeinden | Einwohner 1. Januar 2022 | Fläche km² | Dichte Einw./km² | Code INSEE |
| ----------------- | ------- | --------- | ------------------------ | ---------- | ---------------- | ---------- |
| Die               | 5       | 111       | 68.965                   | 2.523,97   | 27               | 261        |
| Nyons             | 6       | 150       | 153.056                  | 2.489,73   | 61               | 262        |
| Valence           | 12      | 101       | 299.411                  | 1.516,25   | 197              | 263        |
| Département Drôme | 19      | 362       | 521.432                  | 6.529,95   | 80               | 26         |

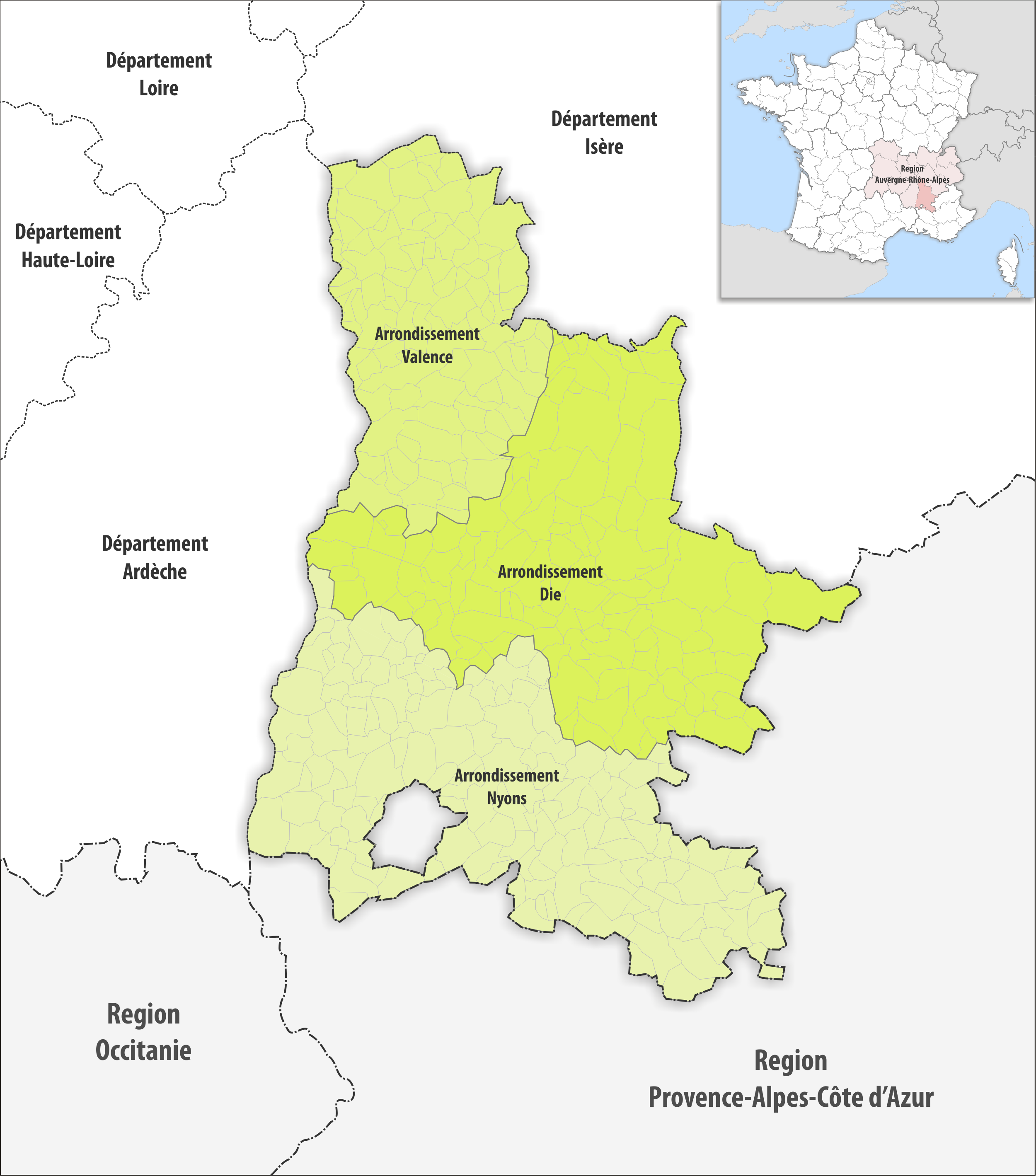
Gemeinden und Arrondissemente im Département Drôme

Mit Wirkung auf den 1. Februar 2006 wechselten die Kantone Dieulefit, Marsanne, Montélimar-1 und Montélimar-2 im Zuge einer Verwaltungsreform vom Arrondissement Valence zum Arrondissement Nyons.
Siehe auch:
- Liste der Gemeinden im Département Drôme
- Liste der Kantone im Département Drôme
- Liste der Gemeindeverbände im Département Drôme